# Varipes lasiobrachius
Varipes lasiobrachius är en dagsländeart som beskrevs av Lugo-ortiz och Mccafferty 1998. Varipes lasiobrachius ingår i släktet Varipes och familjen ådagsländor. Inga underarter finns listade i Catalogue of Life.